# Listă de scriitori români - N

## Scriitori români - N
| - Naghi, Istvan - Naghiu, Iosif - Naum, Gellu - Neacșu, Iulian - Neagu, Fănuș - Neagu, Nicolae | - Neculce, Ion - Nedelciu, Mircea - Nedelcovici, Bujor - Negrescu-Suțu Radu - Negrici, Eugen - Negruzzi, Costache | - Nemoianu, Alexandru - Nemoianu, Virgil - Mihai Nicolae - Nistor, Ioan - Noica, Constantin |